# Климактерий (ботаника)
Климактерий или климактерический подъем дыхания (от др.-греч. κλιμακτήρ — ступень лестницы) — временный резкий подъём дыхания у плодов ряда растений в конце их созревания. Климактерический подъем дыхания и созревание плодов инициируется эндогенной продукцией этилена - гормоном, стимулирующим созревание плодов. В сельскохозяйственной практике нередко для предотвращения преждевременного перехода в климактерий используют ингибиторы синтеза этилена, а для инициации созревания плодов используют экзогенный этилен или этиленобразующие препараты (этефон и др.). 
Наблюдается у плодов многих растений (яблоки, авокадо, бананы, дыни, абрикосы, томаты). Климактерический подъем дыхания не характерен для цитрусовых, винограда, клубники. Несмотря на это сейчас существуют неклимактерические сорта дынь и абрикосов с одной стороны, с другой стороны у клубники и винограда имеются активные белки-рецепторы этилена.
Климактерий является энергетическим процессом, который обозначает наивысшую спелость плодов. Вслед за климактерием происходит снижение интенсивности дыхания до уровня неспелого плода, при этом начинается старение его тканей. Климактерий также, как правило, связан с изменением:
- пигментного состава плодов (наиболее типично появление яркой окраски);
- с распадом запасенного крахмала до растворимых сахаров (глюкозы, фруктозы, сахарозы);
- с образованием и накоплением органических кислот вследствие окисления сахаров;
- с изменением жесткости клеточных стенок в результате гидролиза полисахаридов входящими в их состав пектиназами.

После завершения климактерия плоды становятся более уязвимы для инвазии патогенов и сапротрофов (грибов, бактерий), начинается процесс клеточной гибели.